# Richard A. Muller

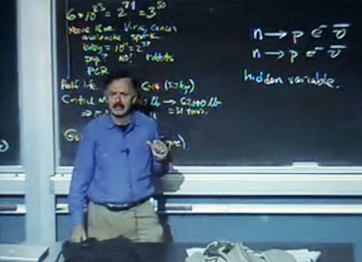
Richard A. Muller (2005)

Richard A. Muller (* 6. Januar 1944 in New York City) ist ein US-amerikanischer Physiker (experimentelle Teilchenphysik, Geophysik, Astrophysik), der durch populärwissenschaftliche Bücher bekannt ist.

## Leben und Werk
Muller studierte Physik an der Columbia University (Bachelor-Abschluss) und wurde an der University of California, Berkeley promoviert. Dort arbeitete er anfangs bei Luis Walter Alvarez, unternahm Teilchenphysikexperimente mit Blasenkammern, war an der Entwicklung von Massenspektrometrie mit Beschleunigern (Accelerator Mass Spectroscopy, AMS) beteiligt (und benutzte diese für Datierungsfragen) und vermass früh Anisotropien in der Kosmischen Mikrowellenhintergrundstrahlung (wobei er mit George Smoot zusammenarbeitete). Er ist Professor in Berkeley und am Lawrence Berkeley National Laboratory.
Er ist für verschiedene populärwissenschaftliche Bücher und Artikel bekannt. Mehrere Jahre war er Kolumnist des MIT Technology Review.
Insbesondere befasste er sich mit Fragen der Geowissenschaften, wie Aussterbe-Zyklen, Eiszeiten, der Wechselwirkungsdynamik zwischen Erdkern und Erdmantel und Mechanismus der Umkehrungen des Erdmagnetfeldes, Einschlagkratern und Red Sprites. 1988 veröffentlichte Muller das Buch Nemesis, in dem er Zyklen von 26 Millionen Jahren in den Aussterberaten auf der Erde durch Einschläge von Kometen erklärt, entsprechend einer periodischen Störung der Oortschen Wolke durch einen bisher unentdeckten Doppelstern-Begleiter der Sonne (Nemesis). Er setzte die Suche nach diesem hypothetischen Zwergstern-Begleiter der Sonne auch später fort und konstruierte dafür mit seiner Gruppe ein automatisiertes Teleskop.
Muller war auch an der automatisierten Supernova-Suche von Saul Perlmutter und anderen beteiligt, die zur Entdeckung einer beschleunigten Expansion führte.
Mit Gordon MacDonald veröffentlichte er einen Aufsatz in Science und ein Buch, in dem er periodische Variationen in der Neigung der Erdbahn zur Ekliptik (mit einer Periode von 100.000 Jahren) für die Eiszeiten verantwortlich macht, im Gegensatz zur Theorie von Milanković, die diese auf Variationen in der Neigung der Erdachse und andere Parameter zurückführt. Unmittelbare Ursache sind nach Muller und MacDonald dann damit verbundene Variationen in interstellarem Staub je nach Lage der Erdbahn. Sie untermauern das durch Analyse des Gehalts an Sauerstoffisotopen in Ozeansedimenten und von Iridium Häufigkeit in Ozeansedimenten und Eiskernen aus Grönland.
Der Einschlag von Kometen und Asteroiden führt nach Muller und Morris auch zu Umkehrungen des Erdmagnetfeldes nach folgender Argumentation: die durch den Einschlag eingebrachten Staubteilchen führen zu einer Absenkung der Temperatur auf der Erde, Vereisung der Polkappen senkt den Meeresspiegel ab und führt zu einer Reduzierung des Trägheitsmoments von Kruste und Mantel gegenüber dem Erdkern (im ppm-Bereich), worauf sich der Mantel schneller gegenüber dem Kern dreht, was die Konvektionszyklen, die das Erdmagnetfeld erzeugen, stört.
Muller meint auch Hinweise (aus Datierungen mit Argon-Isotopen von Mikrotektiten in Mondgesteinproben) für einen Anstieg in der Einschlagsrate auf dem Mond in den letzten 400 Millionen Jahren gefunden zu haben (bei vorherigem Abfall in den letzten 3 Milliarden Jahren).

## Ansichten zur globalen Erwärmung
Muller war bis etwa 2011/2012 Klimaskeptiker. 2004 übte er in einem Beitrag Kritik an der als „Hockeyschläger-Diagramm“ bekannten Rekonstruktion des mittleren Temperaturverlaufs in der nördlichen Hemisphäre während der letzten 1.000 Jahre. Später gründete Muller das Berkeley-Earth-Surface-Temperature-Projekt, dessen Ziel es nach eigenen Angaben ist, sich auf transparente Weise mit Kritik an den globalen Temperaturaufzeichnungen in der Klimaforschung auseinanderzusetzen. Finanziert wurde Muller dabei unter anderem von Klimaleugnern, darunter die Gebrüder Koch.
Die Ergebnisse des Projekts, in dem u. a. auch Physiknobelpreisträger Saul Perlmutter und Klimatologin Judith A. Curry mitarbeiten, widersprechen der Kritik von Klimaleugnern. Nach Auswertung von 16 Millionen Temperaturaufzeichnungen aus den letzten zwei Jahrhunderten konstatieren die Wissenschaftler des Berkeley Earth Surface Temperature-Projekts, sowohl hinsichtlich des Ausmaßes als auch der menschlichen Verursachung der globalen Erwärmung, eine starke Übereinstimmung ihrer Ergebnisse mit denen früherer Studien zu diesem Thema. Muller hielt es in Konsequenz der Studienergebnisse als Wissenschaftler für geboten, seine Meinung zu ändern, und bezeichnete sich als „konvertierten Skeptiker“. Nach Ende der Arbeiten schrieb er Mitte 2012 einen Gastbeitrag für die New York Times, in dem er erläuterte, wie er durch das Projekt und die in ihm gewonnenen Daten vom Skeptiker zum überzeugten Vertreter der globalen Erwärmung wurde. Unter anderem betonte er, dass die globale Erwärmung existierte, die geschätzten Erwärmungsraten korrekt seien und dass der Mensch die nahezu alleinige Ursache für die Erwärmung sei.

## Trivia
Muller schrieb auch einen historischen Roman.
Er ist Mitglied der JASON Defense Advisory Group. Muller hat eine eigene Beratungsfirma in Energiefragen, Muller & Associates. 1982 war er MacArthur Fellow und er erhielt den Alan T. Waterman Award der National Science Foundation. 1999 erhielt er einen Preis für Lehre der Universität Berkeley und seine an der Universität beliebten Physikvorlesungen für allgemeines Publikum. Physics for Future Presidents erschienen als Buch und von der Universität autorisiert als frei zugängliche Mitschnitte bei YouTube. 2010 wurde Muller in die American Academy of Arts and Sciences gewählt.

## Schriften
- Nemesis: The Death Star, Weidenfeld & Nicolson, 1988, ISBN 0-7493-0465-0.
- mit Phil Dauber: The Three Big Bangs: Comet Crashes, Exploding Stars, and the Creation of the Universe, Addison-Wesley 1996, ISBN 0-201-15495-1.
- mit Gordon J. F. MacDonald Ice Ages and Astronomical Causes: data, spectral analysis, and mechanisms, Springer Science+Business Media, 2002, ISBN 3-540-43779-7.
- The Sins of Jesus,  Auravision Publishing 1999, ISBN 0-9672765-1-9 (historischer Roman).
- Physics for Future Presidents, Custom Publishing, 2006, ISBN 1-4266-2459-X.
- The Instant Physicist: An Illustrated Guide, W.W. Norton, 2010.
- Now. The Physics of Time, W.W. Norton, 2016.
  - dt.: Jetzt. Die Physik der Zeit, S. Fischer Verlag, 2018, ISBN 978-3-10-002536-4